# Mulberry (företag)
Mulberry är ett brittiskt accessoar- och klädföretag. Huvudsakligen tillverkar och marknadsför de varor av läder. De är berömda för sina väskor, både för kvinnor och män.
2006 omsatte företaget 43 miljoner pund.
Huvudkontoret är beläget i Chilcompton, Somerset, Storbritannien. I Sverige finns konceptbutiker i Malmö, Göteborg och Stockholm.
VD: Godfrey Davis
Grundare: Roger Saul
Grundades: 1971, Somerset, Storbritannien